# Ludwig Boltzmann

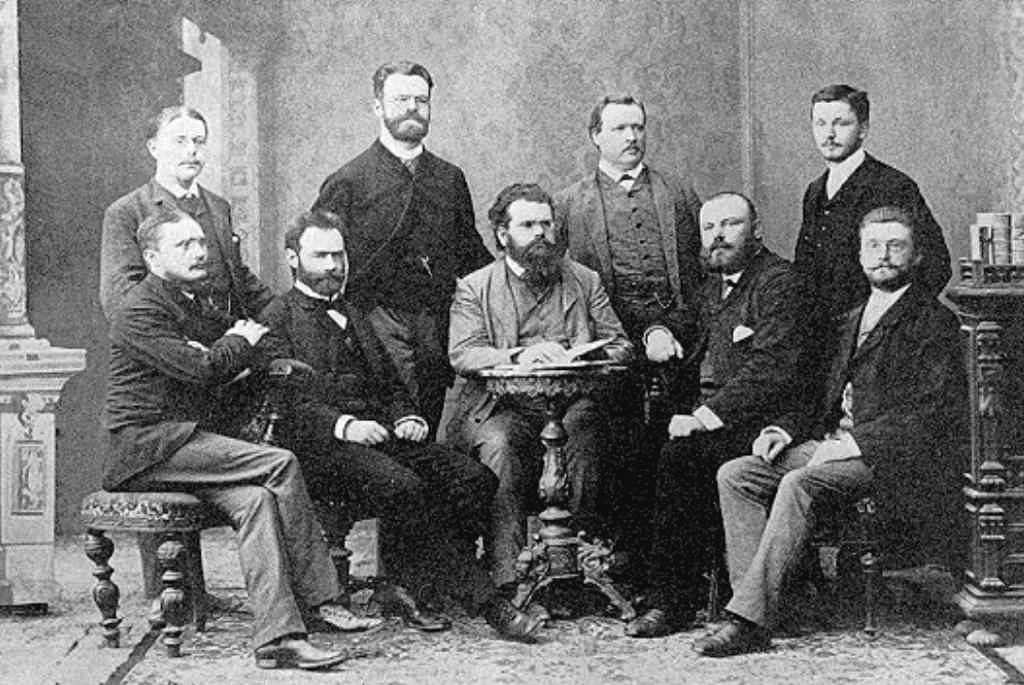
Ludwig Boltzmann a jeho spolupracovníci ve Štýrském Hradci 1887. (zleva vstoje) Nernst, Streintz, Arrhenius, Hiecke, (zleva vsedě) Aulinger, Ettingshausen, Boltzmann, Klemenčič, Hausmanninger

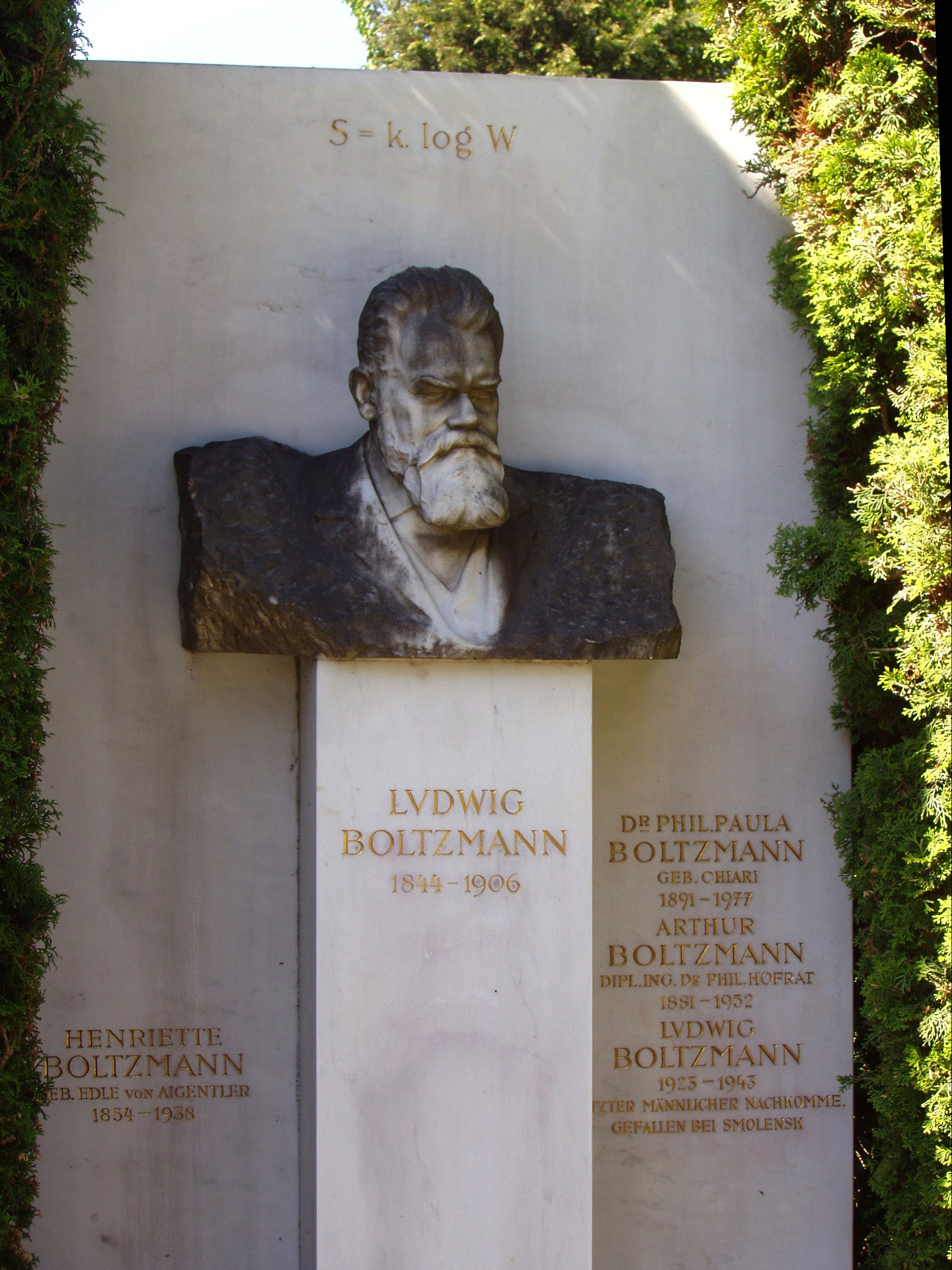
Náhrobní kámen na Vídeňském Centrálním hřbitově

Ludwig Boltzmann (20. února 1844, Vídeň – 5. září 1906, Duino) byl rakouský fyzik, zakladatel statistické fyziky.

## Život
Narodil se na vídeňském předměstí Erdberg v rodině daňového úředníka. Jeho otec však zemřel již v Ludwigových 15 letech. Navíc zemřeli velmi mladí i jeho bratr a sestra. Studium se ale Ludwigovi dařilo – na lineckém gymnáziu měl ty nejlepší známky a jeho učitelem ve hře na klavír byl rakouský skladatel Anton Bruckner. Po maturitě odešel studovat fyziku na univerzitu ve Vídni. Roku 1866 získal doktorát a následující dva roky pracoval jako asistent profesora Jožefa Stefana. V 25 letech se stal profesorem matematické fyziky  na univerzitě ve Štýrském Hradci. Vyjížděl také na další univerzity, např. do Heidelbergu, Berlína a Lipska. Po smrti profesora Stefana se roku 1895 vrátil do Vídně a tady až do konce svého života vyučoval fyziku a filozofii. Roku 1881 se stal členem Bavorské akademie věd. Od roku 1870 se také zabýval problémem letectví, a tak se například zajímal o pokusy Otto Lilienthala.
Roku 1876 se oženil s Henriette von Aigentler (1854–1938), měli spolu 5 dětí, z nichž čtyři se narodily ve Štýrském Hradci mezi lety 1878 a 1884. Nejmladší dcera se narodila roku 1891 v Mnichově. Svoji vědecky nejplodnější a lidsky nejšťastnější dobu prožil právě ve Štýrském Hradci. Aktivně sportoval, miloval hudbu (hrál velmi dobře na klavír) a byl starostlivým otcem, který však ztratil jednoho ze synů kvůli zánětu slepého střeva. Ačkoli byl Boltzmann znám svou kousavou ironií, byl popisován jako člověk dobrotivé povahy. Ke konci života trpěl depresemi, trápila ho slepota a silné astma. Byl velmi emocionálně založený, a proto se spekuluje o příčině jeho depresí jako o skutečnosti, že vědeckým teoriím, které publikoval, nevěřilo mnoho představitelů tehdejšího výzkumu. V roce 1906, když byl s rodinou na letní dovolené v Itálii, se oběsil na okenním kříži hotelu v Duinu (Děvíně). Přitom se pouze o několik let později začaly brát jeho teorie vážně a staly se součástí moderní fyziky. Na jeho náhrobním kameni, který leží na Centrálním hřbitově ve Vídni, je vyryta rovnice, definující mikroskopicky entropii:
{\displaystyle S=k\,\log W\,.}

## Dílo
Boltzmannovým životním dílem byla termodynamika, postavená na nových poznatcích. Společně s Jamesem Maxwellem založil statistickou mechaniku a popsal entropii jako mikroskopickou veličinu. Byl také zastáncem atomistické představy, ačkoli mu oponovalo mnoho odborníků té doby, ku příkladu Wilhelm Ostwald nebo Max Planck. Ten se však při svém Planckově vyzařovacím zákoně k Boltzmannově představě vrátil. Boltzmann přispěl také ke studiu viskozity.
Zformuloval tzv. Maxwellovo–Boltzmannovo rozdělení, vyjadřují rozdělení molekul plynu podle rychlosti, které se stalo důležitou součástí termodynamických výpočtů. Roku 1877 připojil Boltzmannovu konstantu k. Jeho slavná rovnice popisuje mj. schopnost každého plynu zaujmout během doby stav rovnoměrně rozdělené energie.
Jako první použil statistickou metodu pro popis tepelného záření. Roku 1884 odvodil tzv. Stefanův–Boltzmannův zákon vyjadřující intenzitu tepelného záření absolutně černého tělesa.

### Entropie
Entropii lze mikroskopicky vyjádřit vzorcem:
{\displaystyle S=k\,\ln W\,,}
dalším způsob zápisu je:
{\displaystyle S=k_{\mathrm {B} }\,\ln \Omega \,.}
Entropie {\displaystyle S} makrostavu je úměrná přirozenému logaritmu čísla {\displaystyle \Omega }, odpovídajícího počtu možných mikrostavů, jinými slovy entropie je mírou neuspořádanosti systému. Konstanta {\displaystyle k_{\mathrm {B} }} byla pojmenována jemu na počest Boltzmannova konstanta a byla tak poprvé explicitně zavedena Planckem. Je to univerzálně platná konstanta rozměru energie/teplota.
Dále bylo po Ludwigovi Boltzmannovi pojmenováno: Boltzmannův faktor, Boltzmannova rovnice, Boltzmannův stroj, Lattice-Boltzmannova metoda pro numerickou simulaci proudění a Společnost Ludwiga Boltzmanna.

### Doporučená literatura
- Brush, Stephen G. (ed. & tr.), Boltzmann, Lectures on Gas Theory, Berkeley, CA: U. of California Press, 1964
- Brush, Stephen G. (ed.), Kinetic Theory, New York: Pergamon Press, 1965
- Brush, Stephen G. (1970). "Boltzmann", in Charles Coulston Gillispie (ed.): Dictionary of Scientific Biography. New York: Scribner. ISBN 0-684-16962-2.
- Brush, Stephen G. (1986). The Kind of Motion We Call Heat: A History of the Kinetic Theory of Gases. Amsterdam: North-Holland. ISBN 0-7204-0370-7.
- Fasol-Boltzmann, Ilse Maria; Gerhard Fasol (1996). Ludwig Boltzmann (1844–1906) Zum hundertsten Todestag. Wien New York: Springer Verlag. ISBN 3-211-33140-9.
- Planck, Max (1914). The Theory of Heat Radiation. P. Blakiston Son & Co. English translation by Morton Masius of the 2nd ed. of Waermestrahlung. Reprinted by Dover (1959) & (1991). ISBN 0-486-66811-8
- Klein, Martin J. (1973). "The Development of Boltzmann’s Statistical Ideas", in E. G. D. Cohen and W. Thirring (eds): The Boltzmann Equation: Theory and Applications, Acta physica Austriaca Suppl. 10. Wien: Springer, 53–106. ISBN 0-387-81137-0.
- Lindley, David (2001). Boltzmann's Atom: The Great Debate That Launched A Revolution In Physics. ISBN 0-684-85186-5.